# Garlanda comuna
La garlanda comuna (Vicia cracca), és una espècie de veça nativa d'Europa i Àsia. Actualment es troba a tots els continents com planta introduïda i a Amèrica del Nord ha esdevingut una mala herba comuna.

## Subespècies
- Gerardi Tija pilosa
- Cracca En prats humits
- TenuifoliaFlors sovint parcialment vermelloses.

## Als Països Catalans

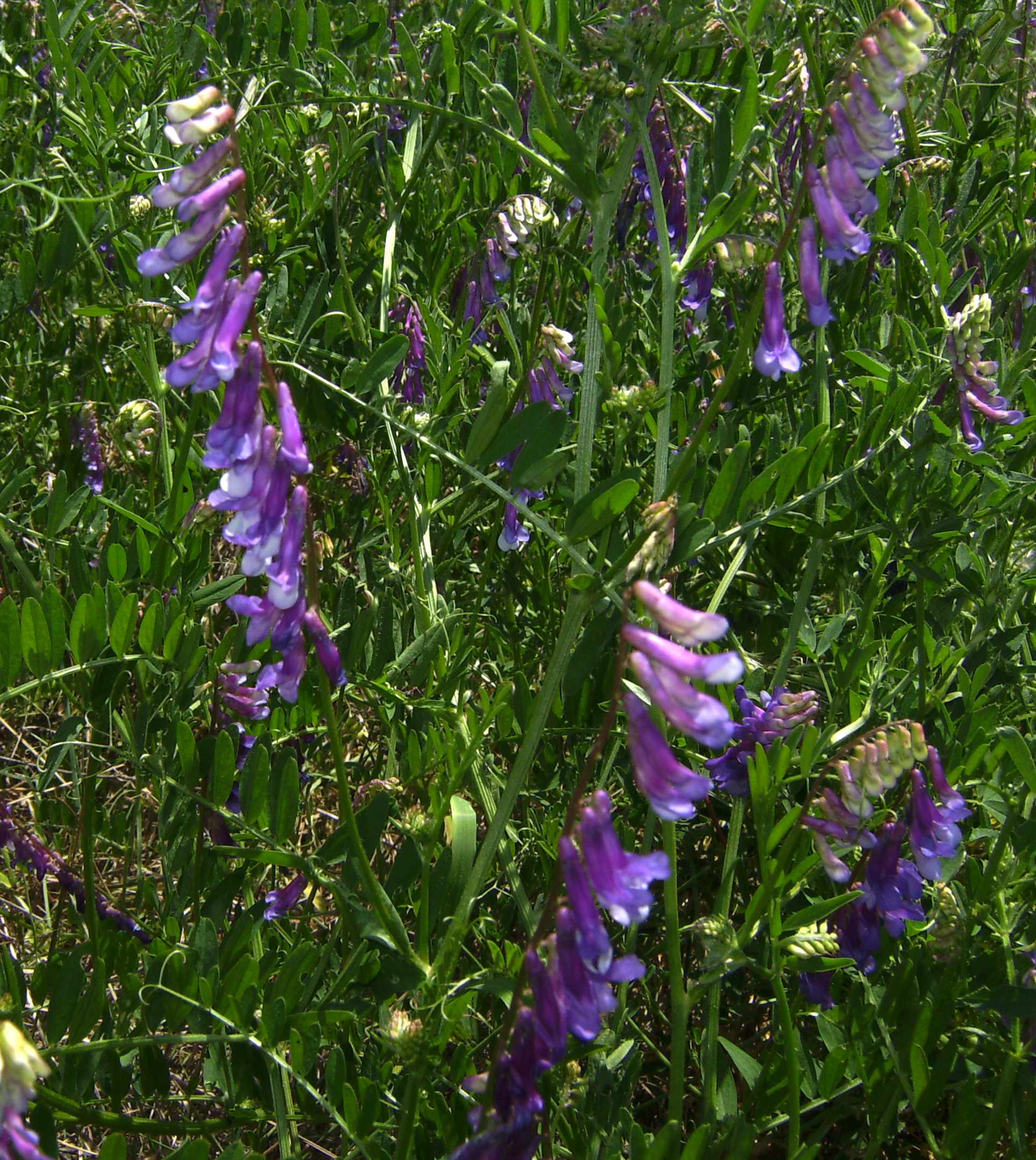
Garlanda comuna silvestre a Castelltallat

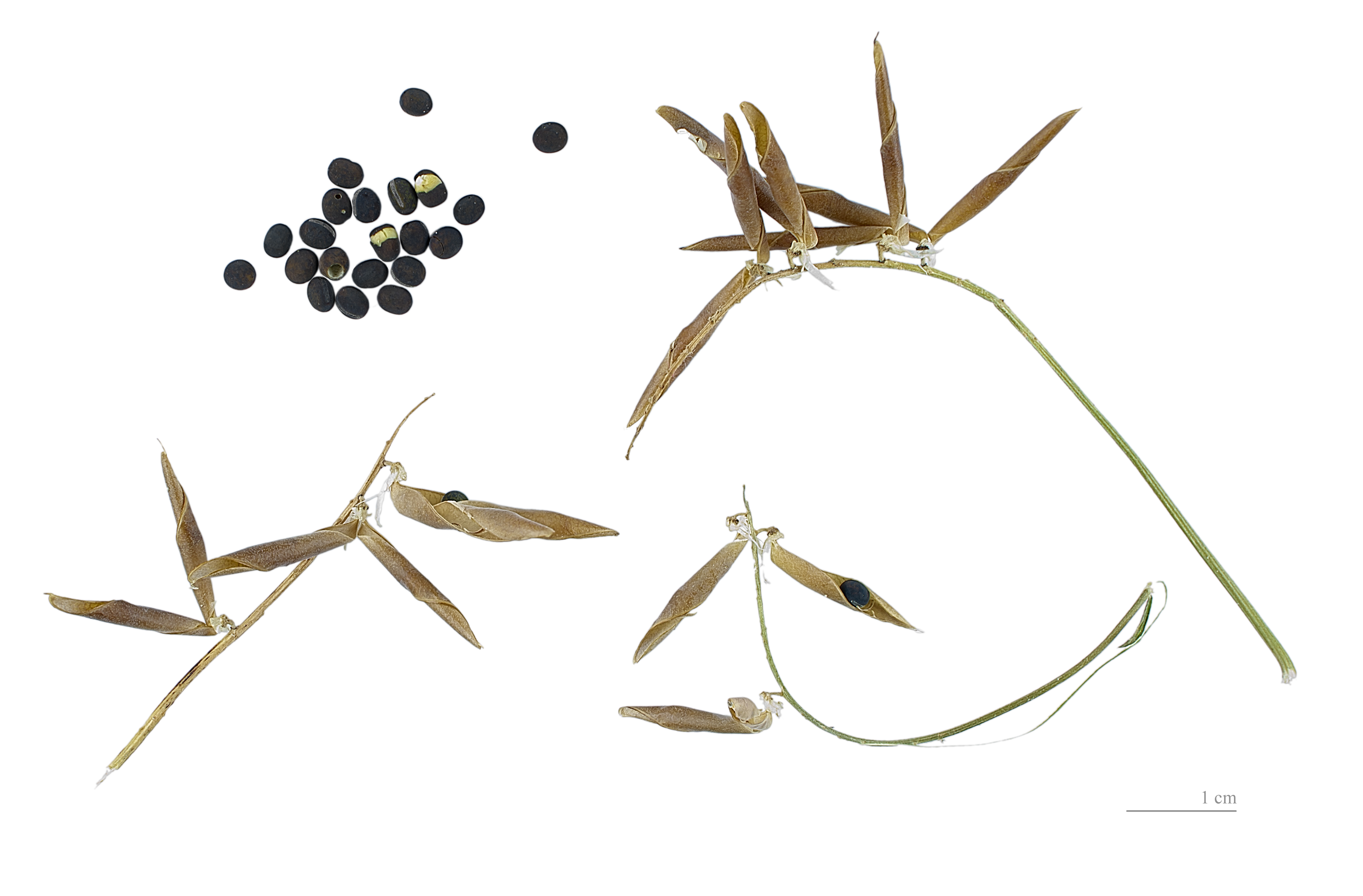
Vicia cracca

És planta autòctona als Països Catalans preferentment al nord i est de Catalunya, manca a les Balears. Viu a la vora i clarianesn del bosc i prats frescals i floreix d'abril a setembre. Es troba des del nivell del mar a 1600 m d'altitud.

## Descripció
Hemicriptòfit (amb gemmes persistents arran de terra) que pot arribar a fer més d'un metre d'alt. Les fulles són compostes pinnades i fan de 3-8 cm de llargada, amb generalment de 8-12 parells de folíols, cadascun dels quals fan de 5-10 mm de llarg.
Les flors es disposen en raîms de color popra a viola i floreixen de la primavera a l'estiu. El fruit és un llegum de 2 cm de llarg amb llavors similars a pèsols petits. És molt similar a Vicia villosa però aquest sempre té la tija amb pilositat.

## Cultiu i usos
Aquest tipus de veça és cultiva com planta farratgera que, com altres fabàcies, enriqueix el sòl en nitrogen i es planta per lluitar contra l'erosió.